# Cestrum megalophyllum
Cestrum megalophyllum är en potatisväxtart som beskrevs av Michel Félix Dunal. Cestrum megalophyllum ingår i släktet Cestrum och familjen potatisväxter. Inga underarter finns listade i Catalogue of Life.